# Епархия Кавиенга
 Епархия Кавиенга (лат. Dioecesis Kaviengensis) — епархия Римско-католической Церкви c центром в городе Кавиенг, Папуа – Новая Гвинея. Епархия Кавиенга входит в митрополию Рабаула. Кафедральным собором епархии Кавиенга является собор Пресвятой Девы Марии.

## История
5 июля 1957 года Римский папа Пий XII выпустил буллу Cum apostolicum, которой учредил апостольский викариат Кавиенга, выделив его из апостольского викариата Рабаула (сегодня — Архиепархия Рабаула).
15 ноября 1966 года Римский папа Павел VI издал буллу Laeta incrementa, которой преобразовал апостольский викариат Кавиенга в епархию Кавиенга.

## Ординарии епархии
- епископ Alfred Matthew Stemper (5.07.1957 — 24.10.1980);
- епископ Karl Hesse (24.10.1980 — 7.07.1990 — назначен архиепископом Рабаула);
- епископ Ambrose Kiapseni (21.01.1991 — 22.06.2018, в отставке);
- епископ Rochus Josef Tatamai, M.S.C. (22.06.2018 — 19.06.2020 — назначен архиепископом Рабаула);
  - Sede vacante'' (2020—2023);
- епископ Roland Vunuvung (24.06.2023 — по настоящее время).

## Источник
- Annuario Pontificio, Ватикан, 2007
- Булла Cum apostolicum, AAS 50 (1958), стр. 111 (лат.)
- Булла Laeta incrementa (лат.)